# Комон-л’Эванте
Комо́н-л’Эванте́ (фр. Caumont-l’Éventé) — коммуна во Франции, находится в регионе Нижняя Нормандия. Департамент коммуны — Кальвадос. Входит в состав кантона Комон-л’Эванте. Округ коммуны — Байё.
Код INSEE коммуны — 14143.

## Население
Население коммуны на 2010 год составляло 1350 человек.
| 1962 | 1968 | 1975 | 1982 | 1990 | 1999 | 2010 |
| ---- | ---- | ---- | ---- | ---- | ---- | ---- |
| 1134 | 1172 | 1178 | 1135 | 1145 | 1192 | 1350 |

## Экономика
В 2010 году среди 765 человек трудоспособного возраста (15—64 лет) 525 были экономически активными, 240 — неактивными (показатель активности — 68,6 %, в 1999 году было 70,8 %). Из 525 активных жителей работали 450 человек (239 мужчин и 211 женщин), безработных было 75 (34 мужчины и 41 женщина). Среди 240 неактивных 62 человека были учениками или студентами, 87 — пенсионерами, 91 были неактивными по другим причинам.